# Огнищане
Огнища́не (др.-рус.  огни́щанинъ, огни́щане, ти́унъ огнищныи) — должность в Древней Руси. Управляющие княжеским хозяйством, представители высших слоев феодального общества.
Слово происходит от огни́ще — совокупность домочадцев, буквально очаг.
Огнищане упоминаются в Русской Правде в первоначальной, краткой редакции (в пространных списках слово «огнищанин» заменено на «княж муж»). Считается, что огнищанин — это представитель высшего служилого класса; за убийство огнищанина была определена вира в 80 гривен, вдвое выше, чем за простолюдина.
В новгородских летописях огнищане упомянуты три раза с 1166 года по 1234 год, всегда в сочетании «огнищане, гридь и купцы». Первое место огнищан в этом списке считается признаком важности этого сословия в Новгороде.
Акты XVII — XVIII веков, относящиеся к северной Руси, упоминают о небольших союзах-огнищах, а писцовые книги — о подобных же союзах «печищах»; во главе тех и других стояли старейшины — огнищане и печищане. Как землевладельцы, огнищане противополагались смердам, государственным крестьянам, также владевшим землёй, но не на правах собственника. Этим объясняется термин «Русской Правды» ти́ун огнищный — высший из всех тиунов, управлявший княжеской дворцовой челядью и дворцовыми землями князя.